# اتحاد مالي
كان اتحاد مالي أو (الاتحاد دو مالي). اتحادًا في غرب إفريقيا بين المستعمرات الفرنسية في السنغال والجمهورية السودانية (أو السودان الفرنسي) لمدة شهرين عام 1960. تأسس الاتحاد في 4 أبريل 1959 كإقليم يتمتع بالحكم الذاتي داخل المجتمع الفرنسي وأصبح مستقلاً بعد مفاوضات مع فرنسا في 20 يونيو 1960. وبعد شهرين (في 19 أغسطس 1960) حشد قادة الجمهورية السودانية في اتحاد مالي الجيش ورد قادة السنغال في الاتحاد بحشد قوات الدرك (الشرطة الوطنية) أدى ذلك إلى مواجهة بين الطرفين وإلى انسحاب السنغال من الاتحاد في اليوم التالي. قاوم مسؤولو الجمهورية السودانية هذا الإنحلال وقطعوا العلاقات الدبلوماسية مع السنغال وغيروا اسم بلدهم إلى مالي. كان رئيس الوزراء لاتحاد مالي هو موديبو كيتا الذي أصبح فيما بعد أول رئيس لمالي وكان مقر حكومته في داكار العاصمة النهائية للسنغال.

## الإرث
على الرغم من أن اتحاد مالي ظل قائمًا اسميًا فقط في باماكو لمدة شهر آخر، إلا أن فرنسا ومعظم الدول الأخرى اعترفت بالمستعمرتين كدولتين مستقلتين منفصلتين في 12 سبتمبر 1960. تبنى حزب الاتحاد السوداني - التجمع الديمقراطي الأفريقي في السودان الفرنسي شعار "استمروا يا مالي"، وفي اجتماع عُقد في 22 سبتمبر، قرر الحزب إعادة تسمية البلاد إلى مالي وقطع العلاقات مع المجتمع الفرنسي. تأخر انضمام كلا البلدين إلى الأمم المتحدة حتى أواخر سبتمبر نتيجةً للنزاع حول اتحاد مالي. 
حكم كل من سنغور وكيتا بلديهما في وقت الانفصال عن اتحاد مالي ولعدة سنوات: كان سنغور رئيسًا للسنغال من عام 1960 حتى عام 1980 وكيتا من عام 1960 حتى عام 1968. عانى سنغور من بعض التحديات الداخلية بعد الانفصال عن اتحاد مالي ولكن بعد قتال مسلح بين أنصاره وأنصار مامادو ديا في عام 1962، عزز حكمه إلى حد كبير. أصبح سنغور حذرًا للغاية من جهود التوحيد بعد التجربة الفاشلة وعلى الرغم من محاولات إنشاء اتحادات أخرى في غرب إفريقيا ومع جيران السنغال، غالبًا ما كبح سنغور هذه الجهود ولم تتقدم إلا بعد حكمه. بالإضافة إلى ذلك، وباعتبارها أول تجربة توحيد فاشلة في إفريقيا، كان اتحاد مالي بمثابة درس في محاولات التوحيد المستقبلية في جميع أنحاء القارة. أصبح كيتا أكثر حزما في دفع أيديولوجيته بعد انهيار الاتحاد ورفض العلاقات الدبلوماسية مع السنغال لسنوات عديدة. ومع ذلك، واصلت مالي تحت قيادة كيتا السعي لتحقيق هدف الوحدة في غرب إفريقيا ولكنها فعلت ذلك في مجموعة متنوعة من الروابط الدولية المختلفة. أعيد فتح خط السكة الحديد في 22 يونيو 1963 واحتضن سنغور وكيتا بعضهما البعض على الحدود. 